# Алкснис, Янис
Янис Алкснис (латыш. Jānis Alksnis; 7 декабря 1869 — 9 января 1939) — латышский архитектор. Он был самоучкой и получил лицензию строителя в 1901 году. В течение довольно короткого периода времени, совпадающего с быстрым экономическим ростом в Риге, он был очень активен. С 1901 года до начала Первой мировой войны по его проекту было построено более 130 многоэтажных жилых и общественных зданий в Риге, большинство из которых построены в стиле модерн. По плодовитости он уступает только другому рижскому архитектору-латышу, Константину Пекшену (250 зданий).

## Биография
Родился в Тауренской волости.
После окончания местной приходской школы он стал работать у своего дяди Я. Браунса, известного латвийского строителя. Алкснис участвовал в строительстве нескольких церквей и общественных домов в Лифляндии.
В начале 1890-х годов Алкснис отправился в Ригу, где работал на стройке. Однако в этот период он начал проявлять интерес к искусству и архитектуре. Его часто видели за зарисовками фасадов зданий старого города Риги. Его заметил латвийский инженер-строитель Я. Круминьш, который решил поддержать его. При его поддержке Алкснис отправился в Германию, где учился в строительной школе в Кенигсберге.
В 1894 году Алкснис вместе с инженером Я. Круминьшем отправился в Сибирь, где работал на строительстве Транссибирской железнодорожной линии вокруг озера Байкал.
Янис Алкснис вернулся в Ригу в 1900 году.
В 1901 году он поехал в Петербург, чтобы сдать экзамен и получить право на строительство. Строительно-технический комитет России рассматривал его заявку в течение трех месяцев, и в итоге он получил лицензию и разрешение на ведение строительных и дорожных работ на территории Российской Империи. Это давало право проектировать здания и контролировать строительные работы, однако ему не разрешалось называть себя архитектором или инженером-строителем.
После этого он открыл свою строительную фирму в Риге.
После Первой мировой войны Янис, в отличие от большинства своих коллег, не занимался архитектурой активно.
Умер 9 января 1939 года в Риге. Похоронен на Рижском лесном кладбище.

## Архитектура
В Риге по проектам Яниса Алксниса было построено более 130 капитальных многоэтажных зданий. Он один из самых плодовитых архитекторов латышского национального романтизма — по количеству возведённых зданий он уступает только Константину Пекшену (250).
Первые спроектированные им здания стилистически были ближе к эклектике, но с 1904 года все его постройки были выполнены в стиле модерн. Подавляющее большинство работ Яниса отличаются высокой художественной ценностью и эмоциональной выразительностью, а многие его постройки относятся к самым красивым домам в центре Риги. Он стал одним из величайших мастеров вертикального модерна, который является одним из формальных направлений архитектуры модерна Риги. После 1910 года он спроектировал несколько больших банковских зданий в неоклассической форме модерна.

### Наиболее значительные работы
Жилые дома № 76 (1908) и № 88 (архитекторы К. Пекшен и Э. Поле) на ул. Бривибас.
Дом № 15 на ул. Ропажу (1910).
Банковское здание на ул. Калькю, 15 (1913) — первое многоэтажное здание в Риге с монолитным железобетонным каркасом.
Образцы вертикального модерна: дома № 18 (1906) и № 35 (1909) на ул. Лачплеша, № 19 (1908) на ул. Стабу, № 57 (1908) на ул. Бривибас.

## Галерея

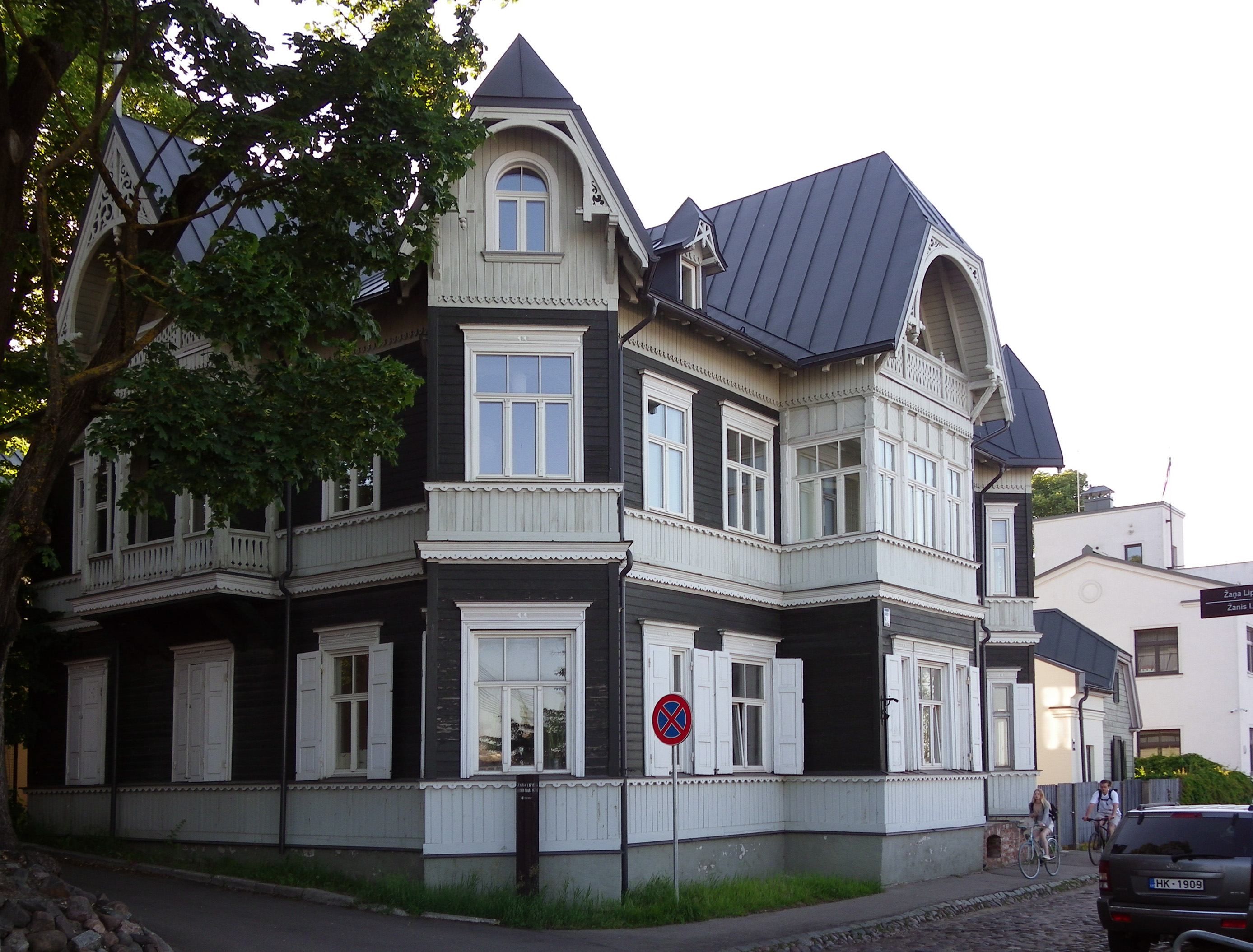
Рига, Баласта дамбис, 38 (1907 г.)
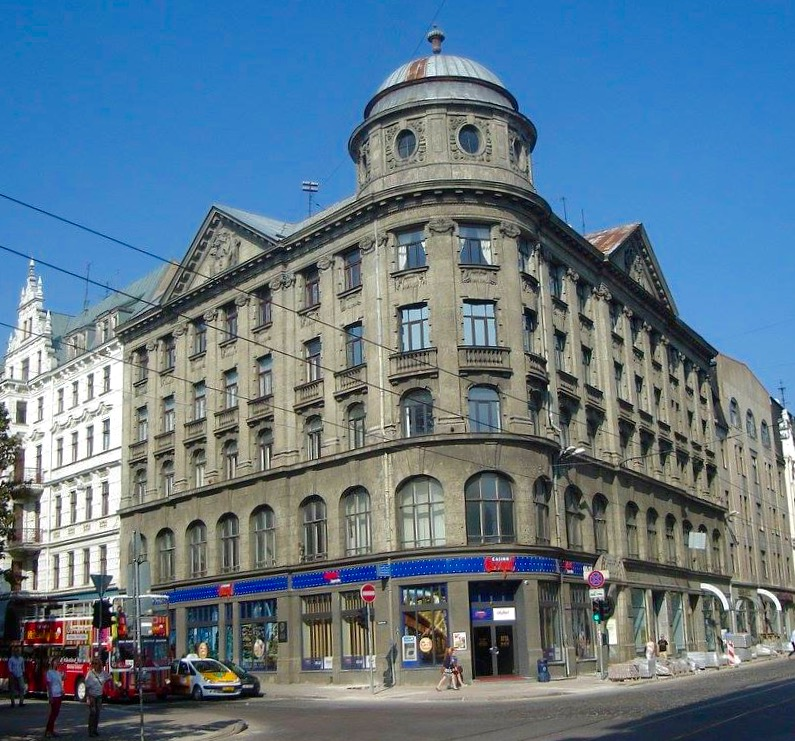
Здание сберегательной кассы Латвийского общества ремесленников. Рига, улица Кр. Барона 3, 1911 г.
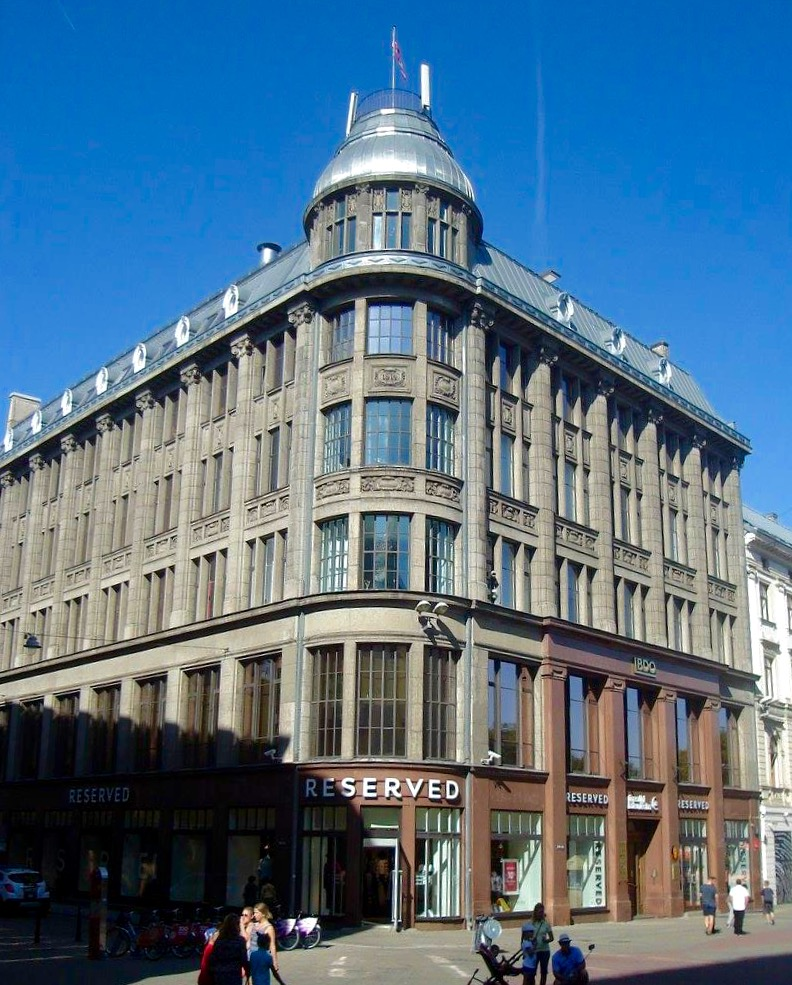
Бывшее здание банка (ныне офисное) на ул. Калькю 15, Рига (1913 г.)
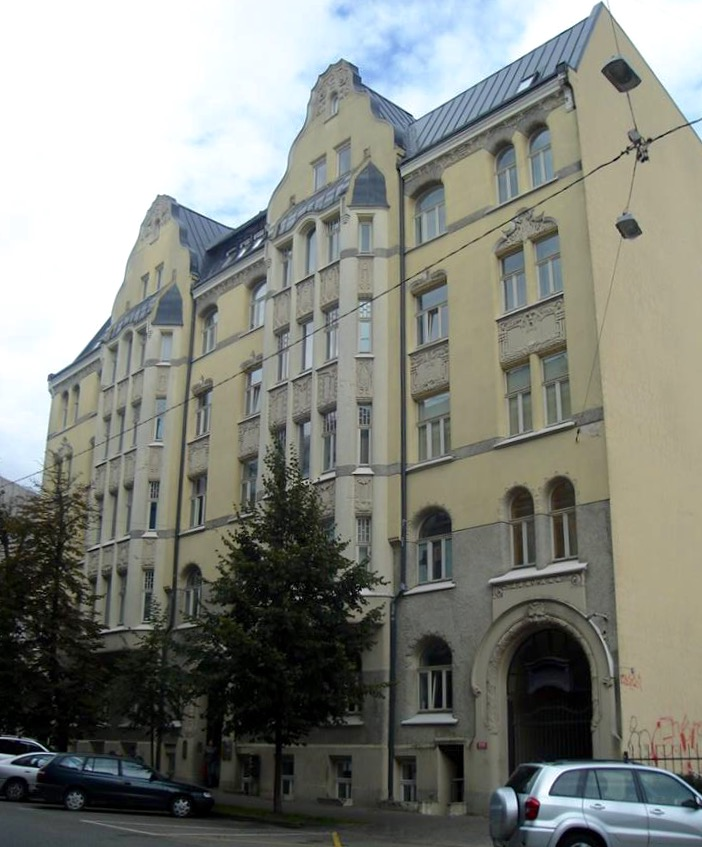
Жилой дом (принадлежал Я. Алкснису, его резиденция и офис располагались там) на улице Стабу 19, Рига, 1908
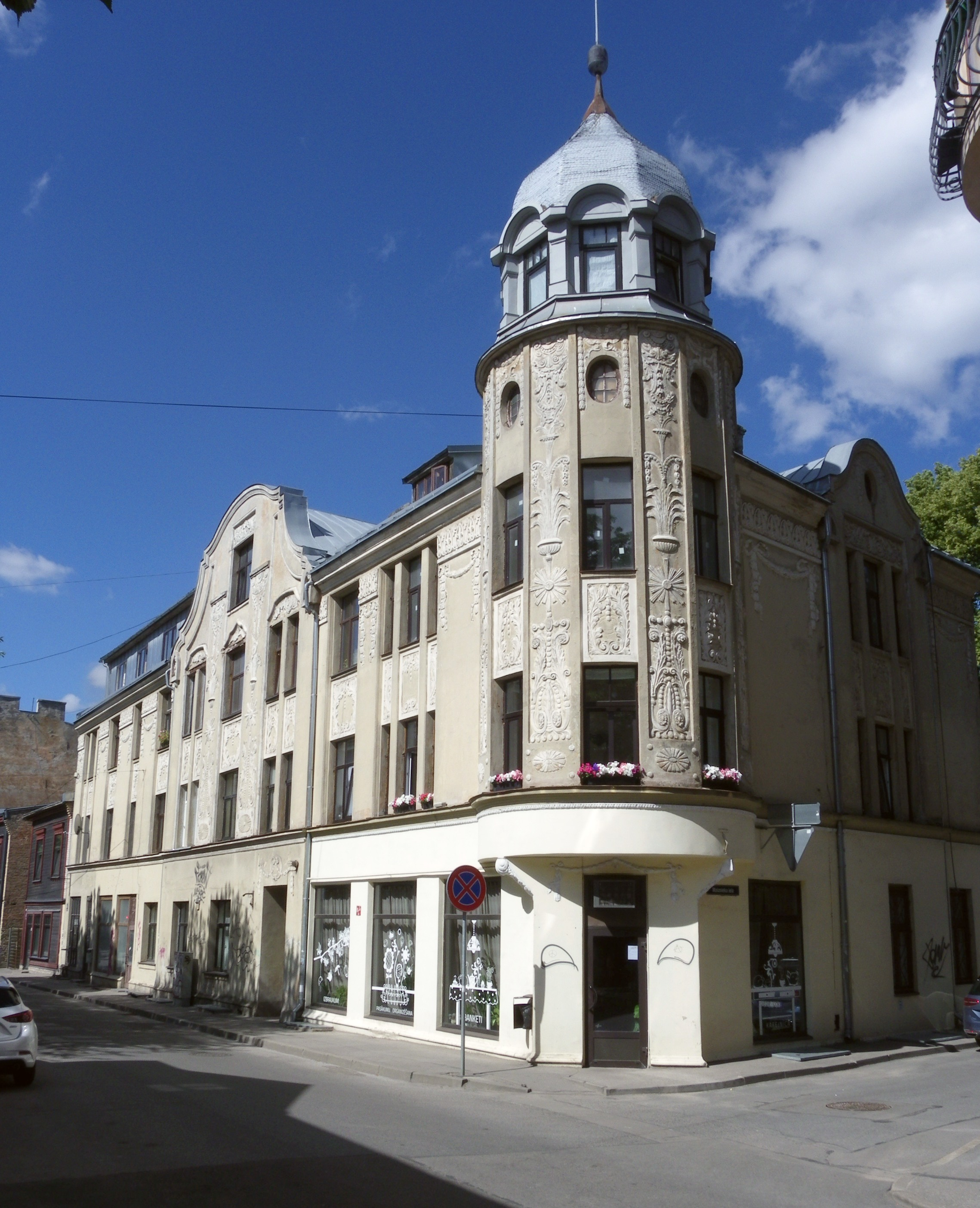
Жилой дом на улице Нометню 5, Рига, 1911
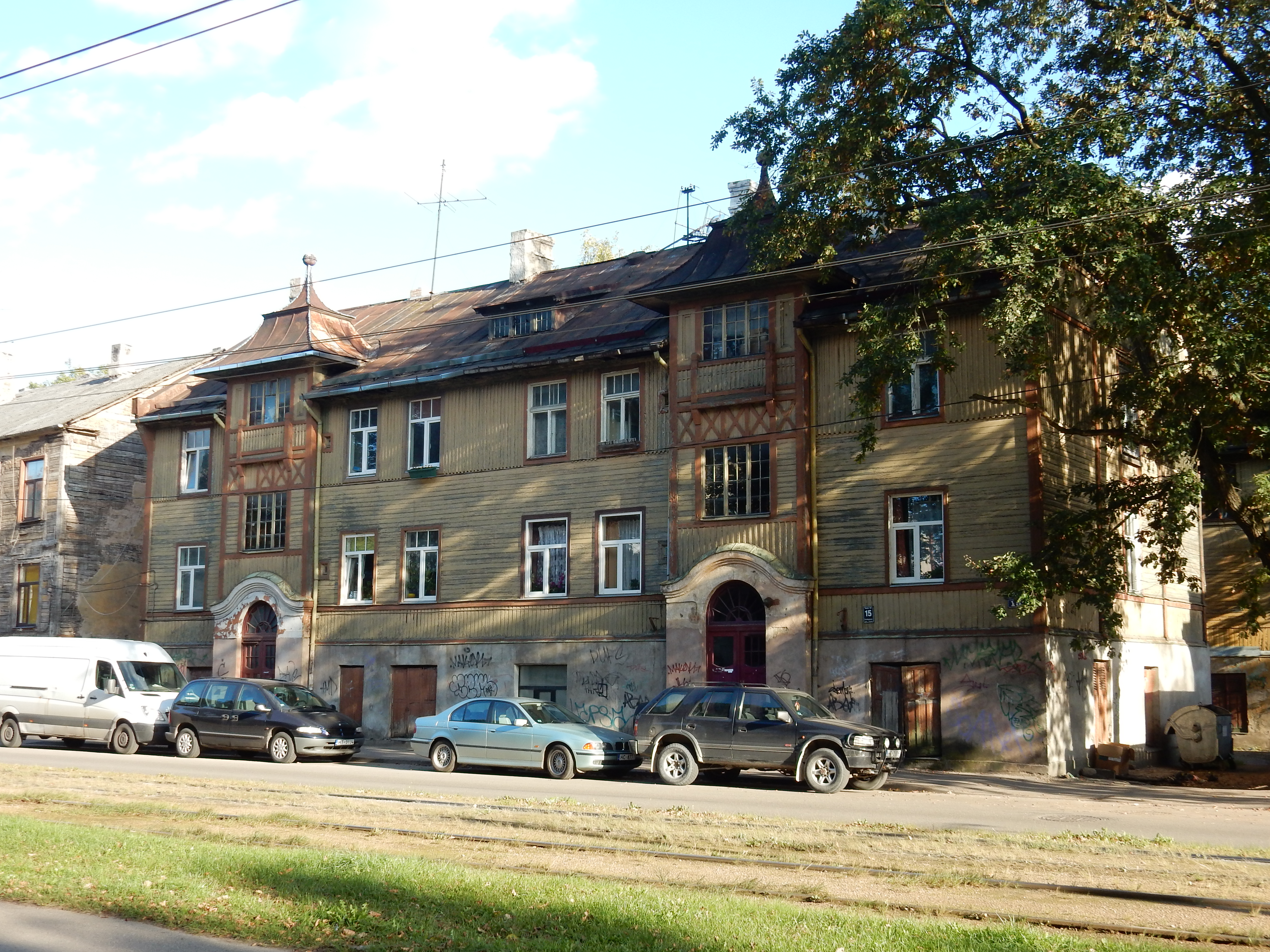
Жилой дом на ул. Ропажу 15, Рига, 1911
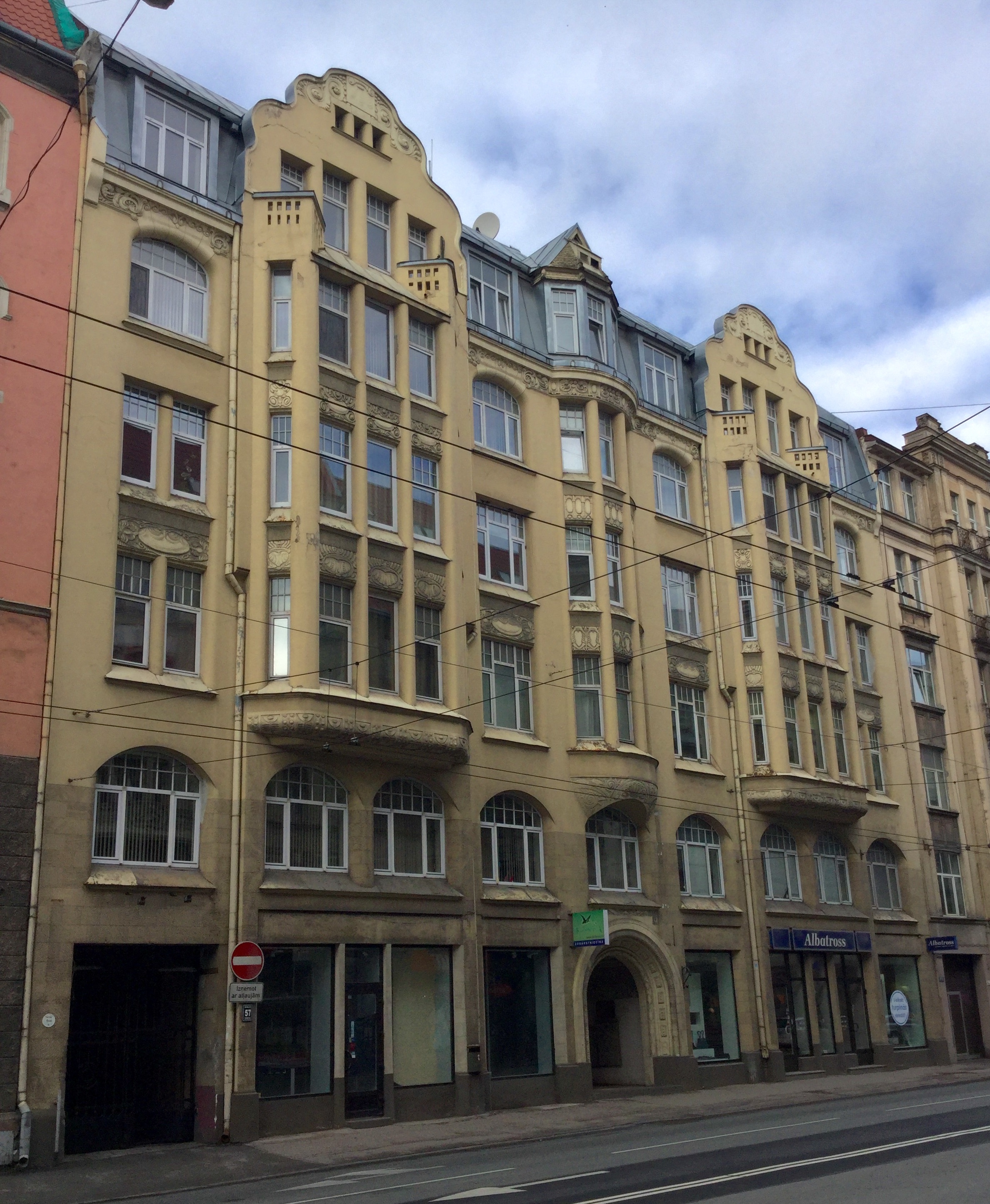
Жилой дом на улице Бривибас 57, Рига, 1909